# Ilunga
Ilunga ist ein relativ häufiger Familienname in der Demokratischen Republik Kongo.
Im Jahr 2004 hat die britische Übersetzungsagentur Today Translations durch eine Befragung von 1000 Linguisten das Wort Ilunga zum schwerstübersetzbaren aller Wörter erklärt. Ilunga entstammt der Tschiluba-Sprache. Laut Today Translations bezeichnet das Wort einen Mann, der bereit ist, eine Beleidigung oder einen Angriff einmal zu vergeben, der auch bereit ist, ihn ein zweites Mal hinzunehmen, der aber auf keinen Fall bereit ist, ihn ein drittes Mal hinzunehmen, sondern dann zur Verteidigung übergeht.

## Namensträger
- Danyo Ilunga (* 1987), deutsch-kongolesischer K-1-Kämpfer
- Didier Ilunga-Mbenga (* 1980), Basketballspieler aus der DR Kongo und für Belgien
- Hérita Ilunga (* 1982), Fußballspieler aus der DR Kongo
- Kalala Ilunga (19. Jahrhundert), mythischer Gründerkönig des Lubareiches
- Kasongo Ilunga (* 1972), Außenhandelsminister der DR Kongo mit unklarer Identität
- Martin-Léonard Bakole wa Ilunga (1920–2000), kongolesischer Geistlicher, römisch-katholischer Erzbischof von Kananga
- Mwepu Ilunga (1949–2015), zairischer Fußballspieler
- Sylvestre Ilunga (* 1947), kongolesischer Politiker
- Yves Diba Ilunga (* 1987), kongolesischer Fußballnationalspieler